# Alain Véron
Alain Véron (né le 22 août 1936) est un athlète français, spécialiste du saut en longueur.

## Biographie
Il est sacré champion de France du saut en longueur en 1961 à Colombes, avec la marque de 7,53 m.
Son record personnel au saut en longueur est de 7,62 m (1961).